# Helmut Draxler (Manager)
Helmut Draxler (* 25. April 1950 in Linz) ist ein ehemaliger Vorstandsvorsitzender der RHI AG.
Draxler studierte Technische Chemie an der Technischen Universität in Wien.
Von 1993 bis 2001 war er Vorstandsvorsitzender der ÖBB. Von Jänner 2002 bis 2007 war er Vorstandsvorsitzender der RHI AG. Im Jänner 2010 wurde Draxler in den Aufsichtsrat der notverstaatlichten Hypo Group Alpe Adria gewählt.

## Auszeichnungen
- 2006: Großes Goldenes Ehrenzeichen für Verdienste um die Republik Österreich[2]